# Infestation (jeu vidéo, 1990)
Pour les articles homonymes, voir Infestation.
 (mai 2022).
Si vous disposez d'ouvrages ou d'articles de référence ou si vous connaissez des sites web de qualité traitant du thème abordé ici, merci de compléter l'article en donnant les références utiles à sa vérifiabilité et en les liant à la section « Notes et références ».
Infestation est un jeu vidéo d'action-aventure développé et édité par Psygnosis en 1990. Le jeu est sorti sur Amiga, Atari ST, DOS et FM Towns. L'action se passe dans une colonie spatiale souterraine vidée de ses habitants, où le héros, Kal Solar, doit détruire des œufs extraterrestres avant qu'ils n'éclosent.

## Histoire
L'histoire prend place sur la lune de Xélos, où se trouve la colonie de recherche Alpha II. Les derniers messages envoyés par la colonie parlent d'une irruption de créatures extraterrestres insectoïdes. Le capitaine mercenaire Kal Solar est envoyé sur Xélos pour empoisonner les œufs des créatures avec des capsules de gaz de cyanure. Il trouve une colonie vide, où ne restent que des robots et des œufs d'extraterrestres.

## Système de jeu
Infestation se déroule intégralement en vue subjective et en 3D. Le jeu commence quand Kal Solar, le héros, se pose sur Xélos. Il doit ensuite atteindre l'entrée du complexe souterrain et se frayer un chemin dans les différents étages de la colonie tout en ramassant des objets et bonus et en résolvant des énigmes. Kal Solar dispose d'une arme pour détruire certains robots, et de capsules de cyanure pour empoisonner les œufs extraterrestres qu'il trouve.
La survie est difficile dans Infestation, et le joueur doit prendre en compte de nombreux facteurs. Les provisions de nourriture, la charge de la batterie électrique et les réserves d'air de la combinaison de Kal Solar décroissent au fil du temps. Il est possible d'économiser l'air en retirant son casque, ce qui peut être mortel dans des zones sous vide, trop chaudes, radioactives ou empoisonnées au cyanure. Heureusement, des ressources supplémentaires sont dispersées dans le complexe. Il est également possible de se faire tuer par un adversaire, comme les robots du complexe ou les œufs extraterrestres. Enfin, le décor lui-même peut être dangereux, avec la possibilité de se faire broyer dans un sas ou de se faire tuer par une barrière de rayons infrarouges.

## Équipe de développement
- Programmation : Danny Gallagher
- Graphismes : Jim Bowers, Herman Serrano
- Musique : Sean Conran
- Illustration jaquette : Tim White